# Leuchtfeuerwärter

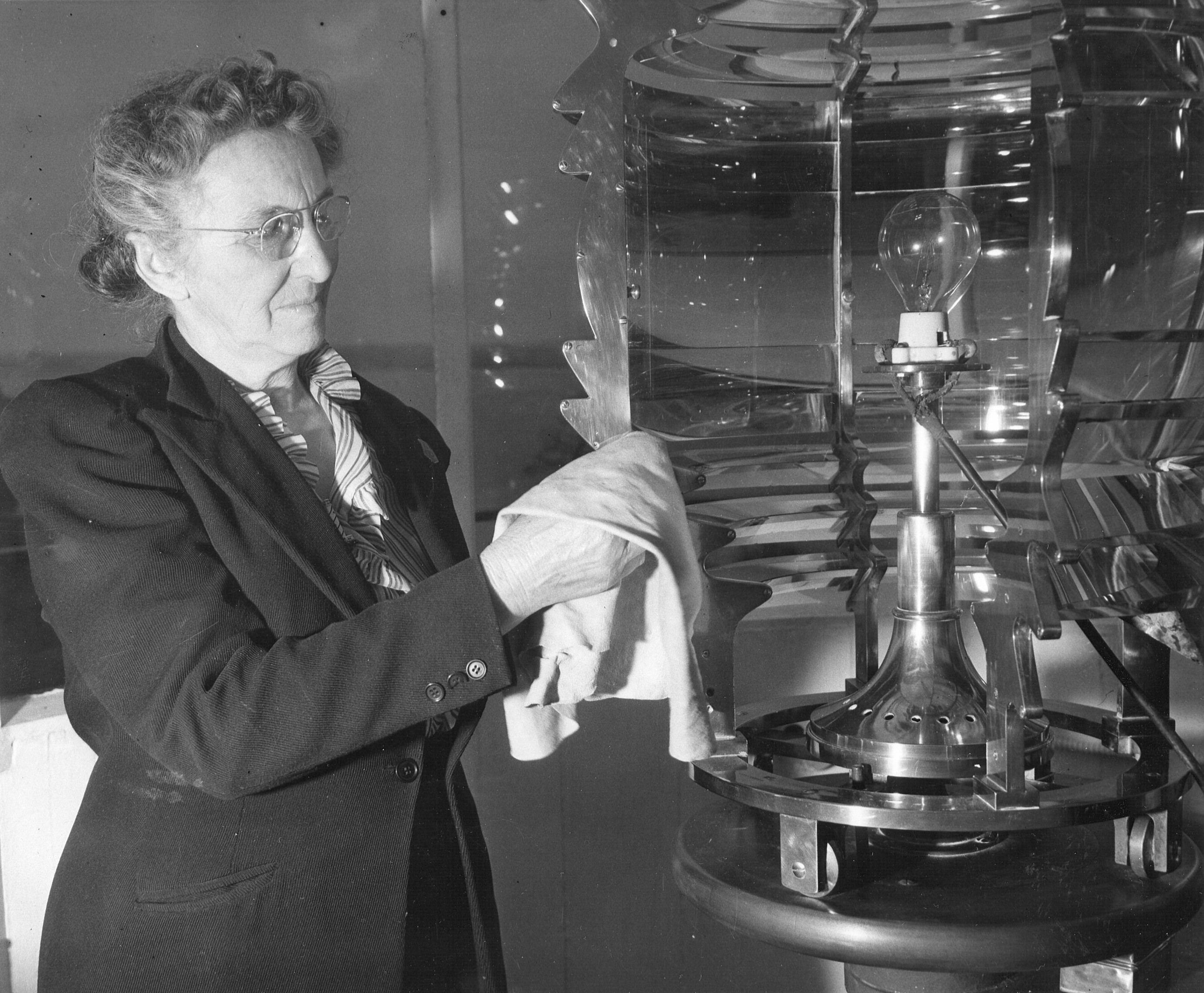
Leuchtturmwärterin an der US-amerikanischen Ostküste, 1945

Leuchtfeuerwärter haben die Aufgabe, „das zur Sicherung des Schiffsverkehrs dienende Leuchtfeuer von Sonnenuntergang bis Sonnenaufgang hell und klar brennen“ zu lassen sowie kleinere Arbeiten am Leuchtturm vorzunehmen. Sie wurden früher und werden umgangssprachlich auch als Leuchtturmwärter bezeichnet.
Seit dem Ende des 20. Jahrhunderts gibt es den Beruf des Leuchtturmwärters in Deutschland nicht mehr, da inzwischen alle Türme automatisch von zentralen Stationen (Verkehrszentralen) überwacht und nur noch bei Bedarf gewartet werden. Leuchtfeuerwärter lebten in der Regel mit ihrer Familie in unmittelbarer Nähe des zu wartenden Leuchtfeuers.
Weltweit gibt es nur noch wenige bemannte Türme, insbesondere dort, wo spezielle Gegebenheiten die Anwesenheit eines Menschen erforderlich machen oder die Lohnkosten sehr niedrig sind. Der letzte Leuchtturmwärter Westdeutschlands war Ferdinand Denzien (bis 1986, Leuchtturm Eckernförde), der letzte im vereinten Deutschland Walter Hoerenz (bis 1998, Leuchtturm Dornbusch auf Hiddensee).

## Kultur
- Der Leuchtturm, Horrorfilm von Robert Eggers von 2019, der von zwei Leuchtfeuerwärtern in Maine Ende des 19. Jahrhunderts handelt, die allmählich dem Wahnsinn verfallen.